# Округ Кастро (Тексас)
Округ Кастро (енгл. Castro County) је округ у америчкој савезној држави Тексас. По попису из 2010. године број становника је 8.062.

## Демографија
Према попису становништва из 2010. у округу је живело 8.062 становника, што је 223 (2,7%) становника мање него 2000. године.
| Група             | 2000.         | 2010.         |
| Белци             | 3.765 (45,4%) | 3.004 (37,3%) |
| Афроамериканци    | 188 (2,3%)    | 162 (2,0%)    |
| Азијати           | 2 (0,0%)      | 33 (0,4%)     |
| Хиспаноамериканци | 4.279 (51,6%) | 4.828 (59,9%) |
| Укупно            | 8.285         | 8.062         |